# Stahlhülsentest
Der Stahlhülsentest (auch Koenen-Test genannt) charakterisiert das Verhalten eines Stoffes (meist eines Sprengstoffes) gegenüber thermischer Belastung. Das Kriterium ist dabei, dass eine mit dem Stoff gefüllte Stahlhülse unter der Einwirkung einer definierten thermischen Belastung bei einer Explosion mit einem festgelegten Splitterbild zerstört wird. Die Prüfmethode wurde von H. Koenen erarbeitet und von der Bundesanstalt für Materialforschung und -prüfung (BAM) weiterentwickelt.

## Prüfmethode
Das Grundprinzip der Prüfmethode beruht darauf, dass die zu prüfende Substanz in einer Stahlhülse, die mit einer Düsenplatte mit einer variablen Entlastungsöffnung  verschlossen ist, thermisch belastet wird. Hierbei muss die explosionsartige Zersetzung der Prüfsubstanz so heftig sein, dass die Stahlhülse trotz vorhandener Entlastungsöffnung infolge einer plötzlichen Druckwirkung durch die Freisetzung hochgespannter Gase zerstört wird. In eine nahtlos gezogene, zylindrische Stahlhülse mit einem Innendurchmesser von 24 mm bzw. Außendurchmesser von 25 mm (also einer Wandstärke von 0,5 mm) und einer Höhe von 75 mm wird bis zu einem Füllgrad von 60 mm Höhe Probesubstanz eingefüllt. Die Stahlhülse wird dann mit einer Düsenplatte mit einer zentralen, kreisförmigen Bohrung mit einem definierten Durchmesser verschlossen. Der Düsendurchmesser kann dabei von 1 mm bis 20 mm variieren. Ein Düsendurchmesser von 24 mm entspricht der offenen Stahlhülse. Die thermische Belastung erfolgt durch ein Erhitzen der Stahlhülse in einer mit vier Bunsenbrennern ausgestatteten Brennkammer, wobei innerhalb von ein bis zwei Minuten ein Temperaturbereich von 700 bis 800 °C erreicht wird. Als ein positives Ergebnis im Sinne einer Explosion gilt eine Zerlegung der Hülse in mindestens drei Teile.

## Einstufungen
Im Sinne des Sprengstoffgesetzes sowie der Verordnung (EG) Nr. 440/2008 der Europäischen Kommission gilt ein Düsendurchmesser von 2 mm, über dem eine Einstufung als explosionsgefährlicher Stoff erfolgt. Der Stahlhülsentest gehört neben der Prüfung auf Reibempfindlichkeit und Schlagempfindlichkeit zu den nach dem Sprengstoffgesetz vorgeschriebenen Prüfungen.
Die Prüfung ist beschrieben als Test 1(b) innerhalb der Testserie 1, als Test 2(b) innerhalb der Testserie 2 und als Test 3(b)(i) innerhalb der Testserie 3 in den Prüfschemata zur Klassifizierung von Explosivstoffen der Klasse 1 im Sinne der Gefahrgutvorschriften. Hier erfolgt eine Bestimmung des Grenzdurchmessers durch eine Variation der Düsendurchmesser.

## Beispiele
Stoffe mit hoher thermischer Empfindlichkeit zeigen auch bei großen Durchmessern des Düsenplattenlochs noch eine Explosion. Beispiele von Stoffen mit großem Grenzdurchmesser sind Nitroglycerin (24 mm), Azodicarbonsäurediethylester (20 mm), Methylnitrat (18 mm), Ammoniumperchlorat (8 mm) und Trinitrotoluol (5 mm). Thermisch unempfindliche Stoffe brennen ab einer gewissen Temperatur ab, ohne zu explodieren. Die Umsetzung geschieht langsam, sodass sich nur wenig Druck in der Hülle bildet, die Grenzdurchmesser sind entsprechend klein und in manchen Fällen gibt es auch bei einem Grenzdurchmesser von 1 mm keine Explosion. Explosivstoffe solcher Art eignen sich für insensitive Munition.